# Blurred Lines
Blurred Lines – piosenka amerykańskiego muzyka Robina Thicke’a nagrana przy gościnnym udziale T.I. i Pharrella Williamsa, wydana na singlu w 2013 roku, który promował eponimiczny album piosenkarza (szósty studyjny w jego dyskografii).
Singiel dotarł do pierwszego miejsca amerykańskiej listy przebojów Hot 100 (gdzie utrzymał się na szczycie przez dwanaście kolejnych tygodni, zostając najdłużej pozostającym numerem jeden w kraju w 2013 roku), Hot R&B/Hip-Hop Songs (przez 16 tygodni na pierwszym miejscu) oraz R&B Songs (przez 13 tygodni) magazynu Billboard, a także do czołówki notowań m.in. w Australii, Republice Południowej Afryki, Kanadzie, Nowej Zelandii, Szwajcarii, Hiszpanii, Belgii, Francji, Austrii, Niemczech, Holandii, Polsce i Wielkiej Brytanii. W ciągu 22 tygodni singiel sprzedano w Stanach Zjednoczonych w ponad 5 milionach egzemplarzy (w ciągu 29 tygodni – w ponad 6 milionach), dzięki czemu został najczęściej kupowanym w sprzedaży cyfrowej utworem w 2013 roku w USA oraz Wielkiej Brytanii, gdzie we wrześniu został uznany także drugim najczęściej kupowanym singlem w całej historii sprzedaży, tuż po piosence „Happy” zespołu Pharrella Williamsa.
W marcu 2014 roku utwór uzyskał tytuł jednego z najczęściej kupowanych singli w historii, osiągając wynik ok. 14,8 miliona sprzedanych kopii. Miesiąc później został najczęściej pobieraną piosenką w historii brytyjskich notowań muzycznych.
W marcu 2013 roku premierę miał oficjalny teledysk do utworu w reżyserii Diane Martel, w którym zagrały modelki Emily Ratajkowski, Jessi M'Bengue i Elle Evans. Klip został nakręcony w dwóch wersjach: niecenzuralnej i ocenzurowanej. W pierwszej z nich modelki pojawiły się topless, w drugiej były ubrane. Pod koniec marca pierwsza wersja teledysku została usunięta z serwisu YouTube z powodu naruszenia zasad strony dotyczących prezentacji nagości, jednak niedługo później został przywrócony do serwera z adnotacją o zawieraniu niecenzuralnych treści.
Pod koniec lipca 2013 roku utwór ustanowił nowy rekord radiowy, uzyskując wynik ponad 242,65 miliona odbiorców. W tym samym roku otrzymał nominację do Nagrody Grammy w kategoriach Nagranie roku i Najlepszy występ popowy duetu/zespołu.

## Historia utworu

### Tło
Utwór „Blurred Lines” został wyprodukowany przez Thicke’a i Williamsa na podobieństwo brzmienia piosenki „Got to Give It Up” Marvina Gaye’a. Numer powstał w niecałą godzinę. W wywiadzie dla magazynu GQ Thicke wyjaśnił:

Byliśmy z Pharrellem w studiu i powiedziałem mu, że moją jedną z ulubionych piosenek jest numer „Got to Give It Up” Marvina Gaye’a. Wtedy padło zdanie w stylu: «Powinniśmy zrobić coś jak to, coś w podobnym klimacie». Wtedy zaczęliśmy coś tam grać i dosłownie napisaliśmy tę piosenkę w około pół godziny, a potem ją nagraliśmy. Chodziliśmy tam i z powrotem, ja śpiewałem jeden wers, a on cały czas dodawał «Hey, hey, hey!». Zaczęliśmy grać dwóch starych facetów siedzących w ganku i krzyczących do dziewczyn coś w stylu: «Hej, gdzie idziesz? Chodź tu!»

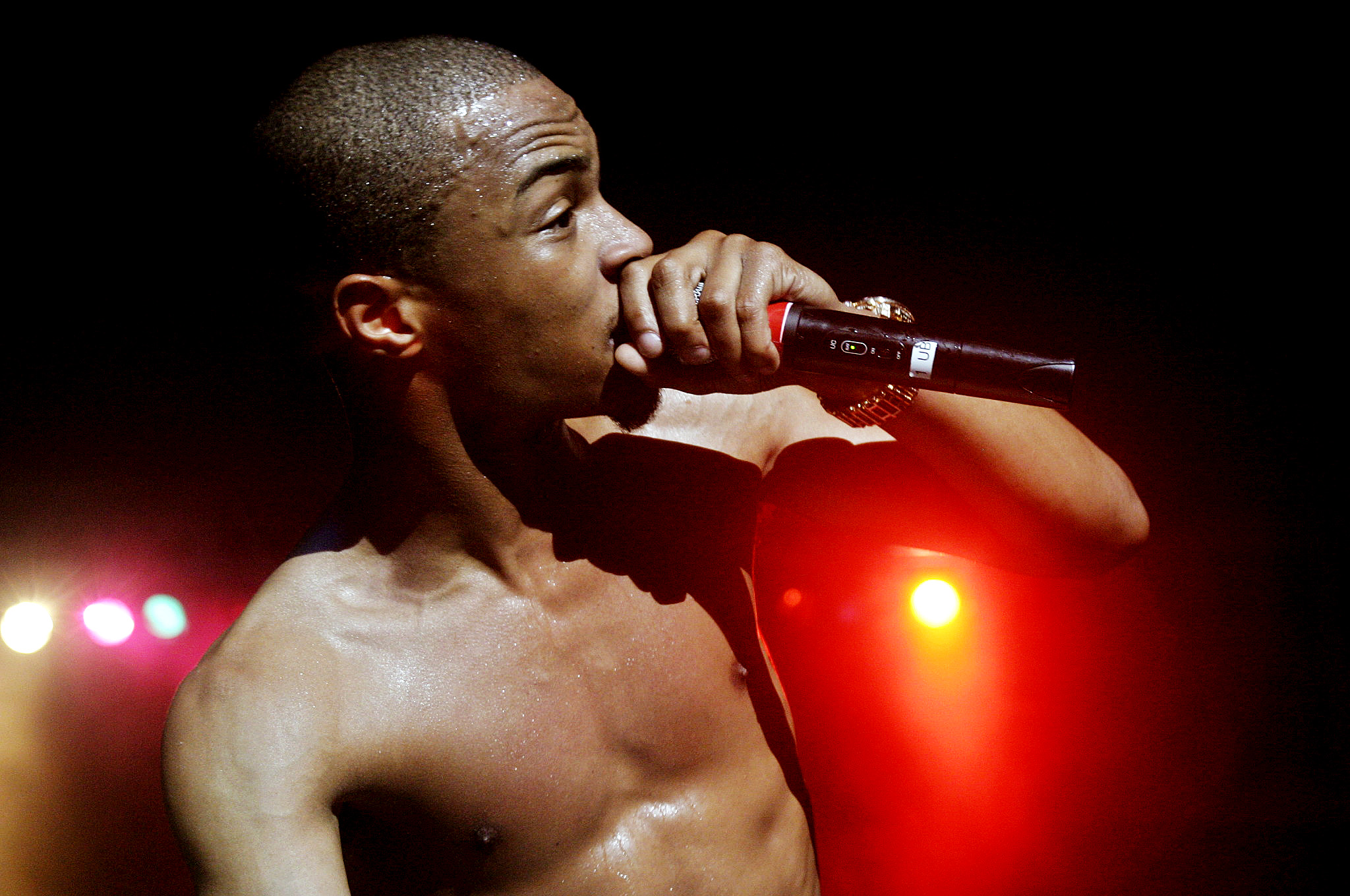
T.I., współtwórca utworu (2006)

W innym wywiadzie Thicke zdradził znaczenie tytułu jako nawiązującego do dobrej i złej dziewczyny oraz tego, co niepoprawne. Cała piosenka miała powstać z myślą o żonie Thicke’a, Pauli Patton.
We wrześniu 2014 roku, półtora roku po premierze singla, Thicke udzielił wywiadu portalowi The Hollywood Reporter, w którym wyznał: (...), gdy byliśmy w studiu byłem pod wpływem vicodinu i alkoholu. Wspominając czas tworzenia tej piosenki, myślałem wówczas, że chciałem być bardziej zaangażowany w to, niż w rzeczywistości byłem w tym czasie. Dziewięć miesięcy później piosenka stała się hitem i chciałem mieć do niej praw autorskich. Dlatego zacząłem sobie wmawiać, że miałem większy wkład w powstanie tego numeru niż faktycznie miałem (...). Prawdą jest to, że to Pharrell stworzył brzmienie i napisałem prawie każdy fragment tej piosenki.

### Teledyski

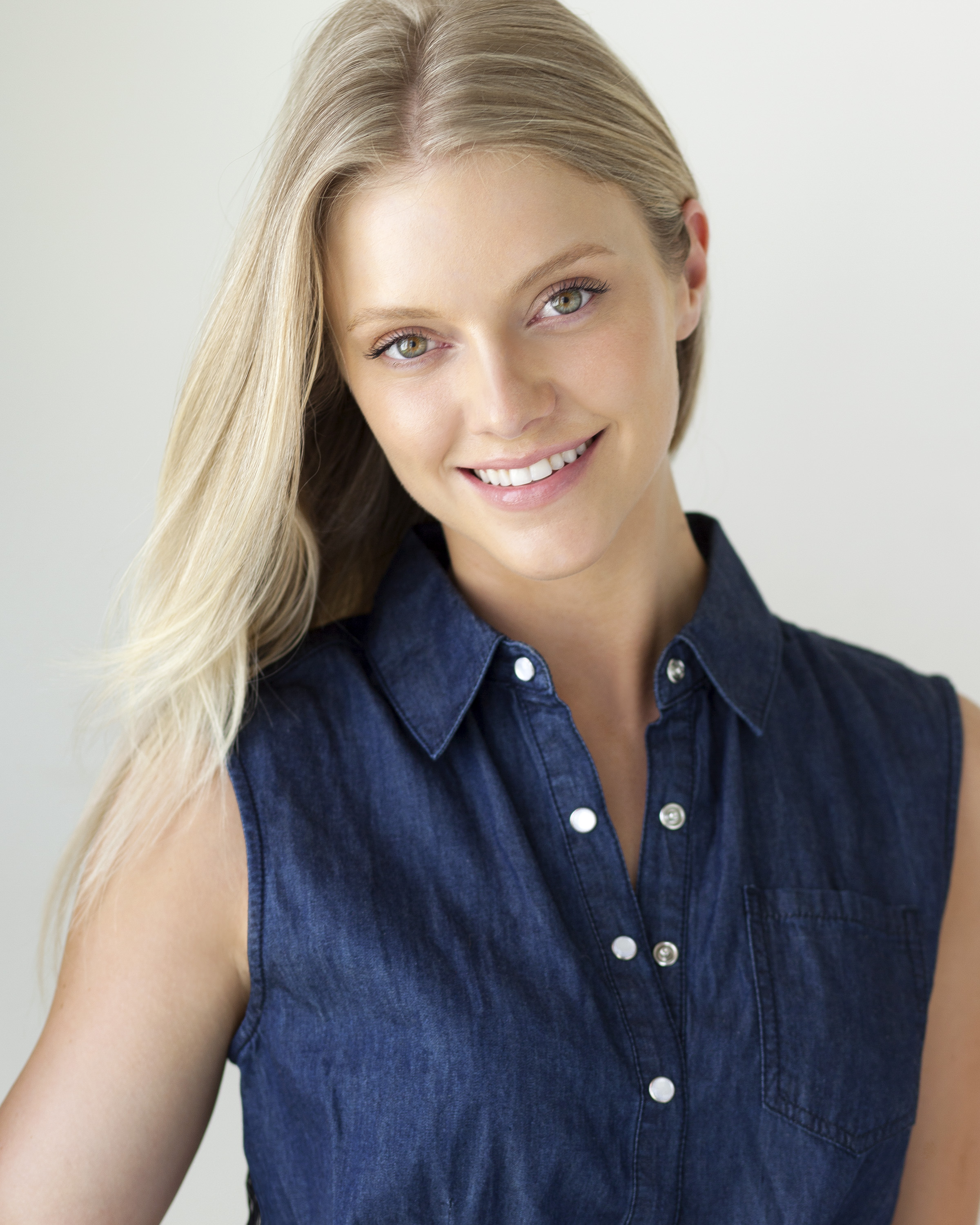
Elle Evans, jedna z modelek występujących w teledysku

Thicke oraz jego menedżer, Jordan Feldstein, uznali, że piosenka nie jest utworem, który będzie chętnie grany w rozgłośniach radiowych, dlatego potrzebny będzie innowacyjny pomysł na stworzenie z niego przeboju. Jak przyznał Feldstein, „Blurred Lines” był nietradycyjnym utworem, nie brzmiał jak nagranie Timbalanda czy Benn’ego Blanco, dlatego zdecydował się na nakręcenie do niego kontrowersyjnego teledysku, który zostanie internetowym hitem.
Oficjalny teledysk do utworu został nakręcony w Mack Sennett Studios w Silver Lake, jego reżyserem została Diane Martel. Klip został umieszczony w sieci 20 marca 2013 roku, a obok samego Thicke’a, Williamsa oraz T.I.-a, wystąpiły w nim trzy modelki: Emily Ratajkowski, Elle Evans i Jessi M'Bengue. W obu wersjach teledysku na ekranie kilkukrotnie pojawił się napis #THICKE. W nieocenzurowanej wersji klipu modelki występują topless, mając na sobie jedynie cieliste stringi, pod koniec obrazka ukazało się natomiast zdanie ROBIN THICKE MA DUŻEGO PENISA skonstruowane ze srebrnych balonów w kształcie poszczególnych liter. W drugiej, ocenzurowanej wersji są ubrane, a na ekranie kilkukrotnie pojawia się napis #BLURREDLINES.
Pod koniec miesiąca, po tygodniu od publikacji, cenzuralna wersja teledysku została usunięta z serwera YouTube z powodu naruszenia zasad strony dotyczących prezentacji nagości. W połowie lipca klip został przywrócony do serwera, cały czas dostępny był także na Vevo. Ocenzurowana wersja klipu osiągnęła wynik ponad miliona odsłon kilka dni po premierze.
Thicke przyznał, że poprzez kontrowersyjny teledysk chciał zrobić coś, co naruszyłoby tabu. Zoofilia, zastrzyki z narkotykami i wszystko, co może być obraźliwe w stosunku do kobiet. Później dodał: Ponieważ wszyscy trzej jesteśmy w szczęśliwych małżeństwach i mamy dzieci, pomyśleliśmy, że jesteśmy idealnymi facetami do zrobienia sobie z tego żartu.

### Odbiór

#### Krytyka
Tuż po premierze „Blurred Lines”, utwór zdobył głównie pozytywne opinie. Jackson Howard z The Michigan Daily przyznał mu ocenę A i uznał za jeden z najlepszych bitów wykonanych przez Pharrella w ostatnich latach. Chris Payne w recenzji zawartej w magazynie Billboard porównał piosenkę do utworu „Suit & Tie” Justina Timberlake’a, nazywając singiel żartobliwym, minimalistycznym electro-funkowym bitem. Lewis Corner z portalu Digital Spy przyznał piosence trzy z pięciu gwiazdek, komentując: To przedmiot, który we właściwych rękach może być gładki i pełny duszy, ale w złych – głupi i szowinistyczny. Dziennikarz serwisu Onet.pl, Paweł Gzyl, opisał singiel jako kapitalną piosenkę na lato: seksowną, taneczną, nowoczesną, dowcipną. Sergiusz Królak w recenzji dla serwisu All About Music uznał, że piosenka wprowadziła go w R&Bowo-soulową atmosferę.
Rob Sheffield z magazynu Rolling Stone uznał „Blurred Lines” za Najgorszą piosenkę tego lub każdego innego roku, dodając, że utwór zdziera duszę z ukochanego artysty soulowego (...) i brzmi jakby ktoś beznadziejnie starał się, żeby to wyszło dobrze, a okazuje się kompletnie odwrotnie. Mateusz Ryman z portalu JazzSoul.pl przyznał, że na płycie są lepsze kawałki.

#### Sukces komercyjny
Singiel dotarł do pierwszego miejsca amerykańskiej listy przebojów Hot 100, na którym utrzymał się przez dwanaście kolejnych tygodni, zostając tym samym najdłużej pozostającym numerem jeden w kraju w 2013 roku. Oprócz tego dotarł na szczyt amerykańskiego notowania Hot R&B/Hip-Hop Songs, gdzie przez 16 tygodni był na pierwszym miejscu, oraz R&B Songs, gdzie utrzymał się w czołówce przez 13 tygodni. Piosenka dotarła także do pierwszego miejsca notowań m.in. w Australii, Kanadzie, Nowej Zelandii, Szwajcarii, Hiszpanii, Belgii, Francji, Austrii, Niemczech, Holandii, Polsce i Wielkiej Brytanii, gdzie został najczęściej kupowanym w sprzedaży cyfrowej utworem w 2013 roku (podobnie jak w Stanach Zjednoczonych), oraz drugim najczęściej kupowanym singlem w całej historii sprzedaży na rynku.
W marcu 2014 roku utwór uzyskał tytuł jednego z najczęściej kupowanych singli w historii, osiągając wynik ok. 14,8 miliona sprzedanych kopii. Miesiąc później został ogłoszony najchętniej pobieraną piosenką w historii brytyjskich notowań muzycznych.

### Kontrowersje

#### Kontekst, blokowanie teledysku

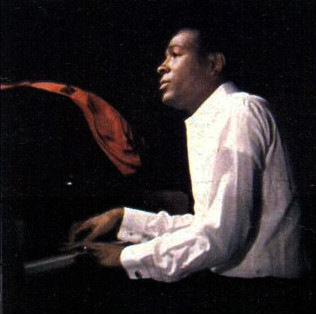
Marvin Gaye, inspiracja do napisania utworu „Blurred Lines” (1968)

Niektórzy krytycy uznali zarówno samą piosenkę „Blurred Lines”, jak i teledysk do niej, za promujące kulturę gwałtu oraz wrogie wobec kobiet. Ponad 20 uniwersytetów w Wielkiej Brytanii zakazało publikowania utworu podczas uczelnianych zabaw, pomimo ogromnego sukcesu samego singla w kraju. Studenci uniwersytetu w Edynburgu wystosowali specjalne oświadczenie, w którym uznali utwór za naruszający politykę wobec kultury gwałtu i chłopięcych przekomarzań, a także promujący niezdrowy stosunek do seksu i przyzwalania. Podobny zakaz wprowadziło stowarzyszenie studentów University College London. W sierpniu 2013 roku Lisa Joling, nauczycielka wychowania fizycznego w liceum w Marshfield w stanie Wisconsin, została zwolniona z pracy po tym, jak jej drużyna zaprezentowała przed meczem układ choreograficzny jej autorstwa do utworu „Blurred Lines”.
Sam Thicke przyznał, że teledysk ma ironiczny, żartobliwy wydźwięk.

#### Proces sądowy, kwestia praw autorskich
W sierpniu 2013 roku Thicke został oskarżony przez rodzinę Marvina Gaye’a oraz wytwórnię Bridgeport Music o naruszenie praw autorskich. Rodzina muzyka uznała, że twórcy „Blurred Lines” popełnili plagiat utworu „Got to Give It Up” z repertuaru Gaye’a, natomiast wytwórnia zwróciła uwagę na użycie w piosence sampli numeru „Sexy Ways” zespołu Funkadelic. Autorzy przeboju zaprzeczyli oskarżeniom. Williams odparł zarzuty nazywając piosenki zupełnie różnymi od siebie.
Pod koniec października 2014 roku sędzia John A. Kronstadt z Sądu Rejonowego dla Okręgu Centralnego stanu Kalifornia orzekł, że rozpocznie proces sądowy przeciwko autorom „Blurred Lines” po otrzymaniu wystarczającego materiału dowodowego wskazującego na naruszenie praw autorskich piosenki „Got to Give It Up”. Rozprawa została zaplanowana na 10 lutego 2015 roku, ostatecznie twórcom „Blurred Lines” udowodniono popełnienie plagiatu, nakazując im zapłatę ok. 7,4 miliona dolarów odszkodowania dla rodziny Gaye’a (w tym 4 mln dolarów odszkodowania za poniesione straty i 3,4 mln za udział w zyskach z rozpowszechniania utworu).

## Lista utworów
Digital download
1. „Blurred Lines” (feat. Pharrell Williams and T.I.) – 4:22

Colombia single
1. „Blurred Lines” (feat. Pharrell Williams and J Balvin) – 4:22

CD single (Wielka Brytania)
1. „Blurred Lines” (feat. Pharrell Williams and T.I.) [Clean] – 4:22
2. „Blurred Lines” (feat. Pharrell & T.I.) [Laidback Luke Remix] – 4:39

CD single (Niemcy)
1. „Blurred Lines” (feat. Pharrell Williams) [No Rap Version] – 3:50
2. „Blurred Lines” (feat. Pharrell and T.I.) [Laidback Luke Remix] – 4:40
3. „Blurred Lines” (feat. Pharrell Williams and T.I.) [Music Video] – 4:33
4. „Blurred Lines” (feat. Pharrell Williams and T.I.) [Music Video – Clean] – 4:33

Remiksy
1. „Blurred Lines” (feat. Pharrell and T.I.) [Laidback Luke Remix] – 4:40
2. „Blurred Lines” (feat. Pharrell and T.I.) [Will Sparks Remix] – 5:08
3. „Blurred Lines” (feat. Pharrell and T.I.) [DallasK Remix] – 5:00

EP
1. „Blurred Lines” (feat. Pharrell Williams and T.I.) – 4:23
2. „Blurred Lines” (feat. Pharrell & T.I.) [Laidback Luke Remix] – 4:40
3. „When I Get You Alone” – 3:36
4. „Lost Without U” – 4:14
5. „Magic” – 3:53
6. „Sex Therapy” – 4:35

## Notowania na listach przebojów
| Kraj              | Lista (2013-14)          | Najwyższe miejsce |
| ----------------- | ------------------------ | ----------------- |
| Australia         | Singles Top 50           | 1                 |
| Austria           | Singles Top 75           | 1                 |
| Belgia (Flandria) | Top 50 Singles           | 1                 |
| Francja           | Singles Top 100          | 1                 |
| Hiszpania         | Single Top 50            | 1                 |
| Holandia          | Dutch Top 100 Singles    | 1                 |
| Irlandia          | Top 100 Singles          | 1                 |
| Izrael            | Singles Top 10           | 1                 |
| Kanada            | Canadian Hot 100         | 1                 |
| Meksyk            | Top 20 Ingles            | 1                 |
| Meksyk            | Mexico Ingles Airplay    | 1                 |
| Niemcy            | Top 100 Singles          | 1                 |
| Nowa Zelandia     | Single Top 40            | 1                 |
| Polska            | AirPlay Top 20 Singles   | 1                 |
| Polska            | AirPlay Top 50 Dyskoteki | 1                 |
| Szkocja           | Top 40 Singles           | 1                 |
| Południowa Afryka | Top 10 Singles           | 1                 |
| Szwajcaria        | Singles Top 75           | 1                 |
| Wielka Brytania   | Top 40 Singles           | 1                 |
| Stany Zjednoczone | Hot 100                  | 1                 |
| Stany Zjednoczone | Hot R&B/Hip-Hop Songs    | 1                 |
| Stany Zjednoczone | R&B Songs                | 1                 |
| Stany Zjednoczone | Adult Top 40             | 1                 |
| Stany Zjednoczone | Mainstream Top 40        | 1                 |
| Stany Zjednoczone | Rhythmic                 | 1                 |
| Wenezuela         | Top 50 Singles           | 1                 |
| Belgia (Walonia)  | Top 50 Singles           | 2                 |
| Dania             | Top 40 Singles           | 2                 |
| Norwegia          | Singles Top 20           | 2                 |
| Włochy            | Single Top 20            | 2                 |
| Szwecja           | Singles Top 60           | 6                 |
| Finlandia         | Singles Top 20           | 9                 |
| Filipiny          | Over-All Top 20 Songs    | 11                |

| Kraj              | Lista (2013)            | Najwyższe miejsce |
| ----------------- | ----------------------- | ----------------- |
| świat             | Top 10 Singles          | 1                 |
| Holandia          | Dutch Top 100 Singles   | 1                 |
| Irlandia          | Top 100 Singles         | 1                 |
| Kanada            | Canadian Hot 100        | 1                 |
| Nowa Zelandia     | Single Top 50           | 1                 |
| Wielka Brytania   | Top 40 Singles          | 1                 |
| Stany Zjednoczone | US Pop Songs            | 1                 |
| Stany Zjednoczone | Radio Songs             | 1                 |
| Stany Zjednoczone | Hot 100                 | 2                 |
| Stany Zjednoczone | Hot R&B/Hip-Hop Songs   | 2                 |
| Stany Zjednoczone | Hot Ringtones           | 5                 |
| Stany Zjednoczone | Adult Pop Songs         | 9                 |
| Stany Zjednoczone | Adult Contemporary      | 23                |
| Australia         | Singles Top 50          | 2                 |
| Austria           | Singles Top 75          | 2                 |
| Chorwacja         | Top 100 Singles         | 2                 |
| Francja           | Singles Top 100         | 2                 |
| Holandia          | Dutch Top 100 Singles   | 2                 |
| Szwajcaria        | Singles Top 75          | 2                 |
| Belgia (Flandria) | Top 50 Singles          | 3                 |
| Dania             | Top-50 Singles          | 3                 |
| Hiszpania         | Single Top 50           | 4                 |
| Izrael            | Top 50 Singles          | 4                 |
| Włochy            | Top 100 Singles Digital | 4                 |
| Węgry             | Rádiós Top 100          | 5                 |
| Filipiny          | Over-All Top 20 Songs   | 19                |
| Mołdawia          | Top 50 Singles          | 21                |
| Szwecja           | Top 100 Singles         | 23                |

| Kraj              | Lista (2014)     | Najwyższe miejsce |
| ----------------- | ---------------- | ----------------- |
| Kanada            | Canadian Hot 100 | 76                |
| Stany Zjednoczone | Hot 100          | 83                |